# Tiger Road
Tiger Road (虎への道, Tora-he no Michi) est jeu vidéo de plates-formes à défilement horizontal développé par Capcom et édité par Capcom et Romstar en 1987 sur système d'arcade 68000 Based, puis porté en 1987, 1988 et 1989 par Go! sur Amiga, Amstrad CPC, Atari ST, Commodore 64, ZX Spectrum. Il sera également porté sur console en 1990 sur PC-Engine, en 2006 sur PlayStation 2 et Xbox dans Capcom Classics Collection Vol. 2,.

## Scénario
Un jeune prêtre bouddhiste est chargé par son maître de retrouver et libérer les enfants kidnappés par un puissant seigneur maléfique. Il devra affronter ses sbires en progressant au travers de niveaux toujours plus difficiles.

## Système de jeu
Armé alternativement d'un fléau d'armes, d'une pique ou d'une hache, le héros a la possibilité de gagner en résistance et/ou en puissance lors de stages bonus.
Les personnages et les noms des ennemis sont lourdement calqués sur les noms des protagonistes de Hokuto no Ken (exactement comme Forgotten Worlds). Par exemple, on a dans les boss "Fudoh la Montagne" qui est la réplique pixélisée de Fudoh la montagne dans Hokuto no Ken, mais il y en a d'autres....

## Portages
- Amstrad CPC : 1988
- ZX Spectrum : 1989
- Commodore 64 : 1989
- Atari ST : 1989
- Amiga : 1989

## Accueil
| Tiger Road      |      |       |
| Média           | Nat. | Notes |
| Dragon Magazine | US   | 4/5   |